# Спасо-Преображенский Воротынский монастырь
Спа́со-Преображе́нский Вороты́нский монасты́рь (Спас на Угре, На-Усть-Угры-Спасо-Воротынский монастырь) — действующий женский монастырь Калужской епархии Русской православной церкви, расположенный в селе Спас Калужского района Калужской области, на берегу реки Угра неподалеку от впадения её в Оку. Представляет собой единственный в окрестностях Калуги ансамбль памятников допетровского зодчества.

## История
Монастырь был основан владетельным князем Дмитрием Фёдоровичем Воротынским на рубеже XV и XVI веков на месте Великого стояния на реке Угре, состоявшегося в 1480 году.
Возможно, создателем обители был ученик преподобного Тихона Калужского местночтимый святой Никифор Медынский (ум. в 1506 году).
Первое письменное упоминание о монастыре относится к 1511 году в грамоте московского князя Василия III, который владел этими землями к этому периоду. Поддерживалась обитель на средства Воротынских, Хотетовских, Стрешневых, Тургеневых и других местных знатных родов.
Монастырь существовал до реформы XVIII века, пока не был упразднён в 1764 году. Две церкви, уцелевшие к началу XX века, являлись к этому моменту приходскими. В 1930-е их закрыли, имущество разорили и уничтожили древнее кладбище со старинными надгробиями.

## Архитектура

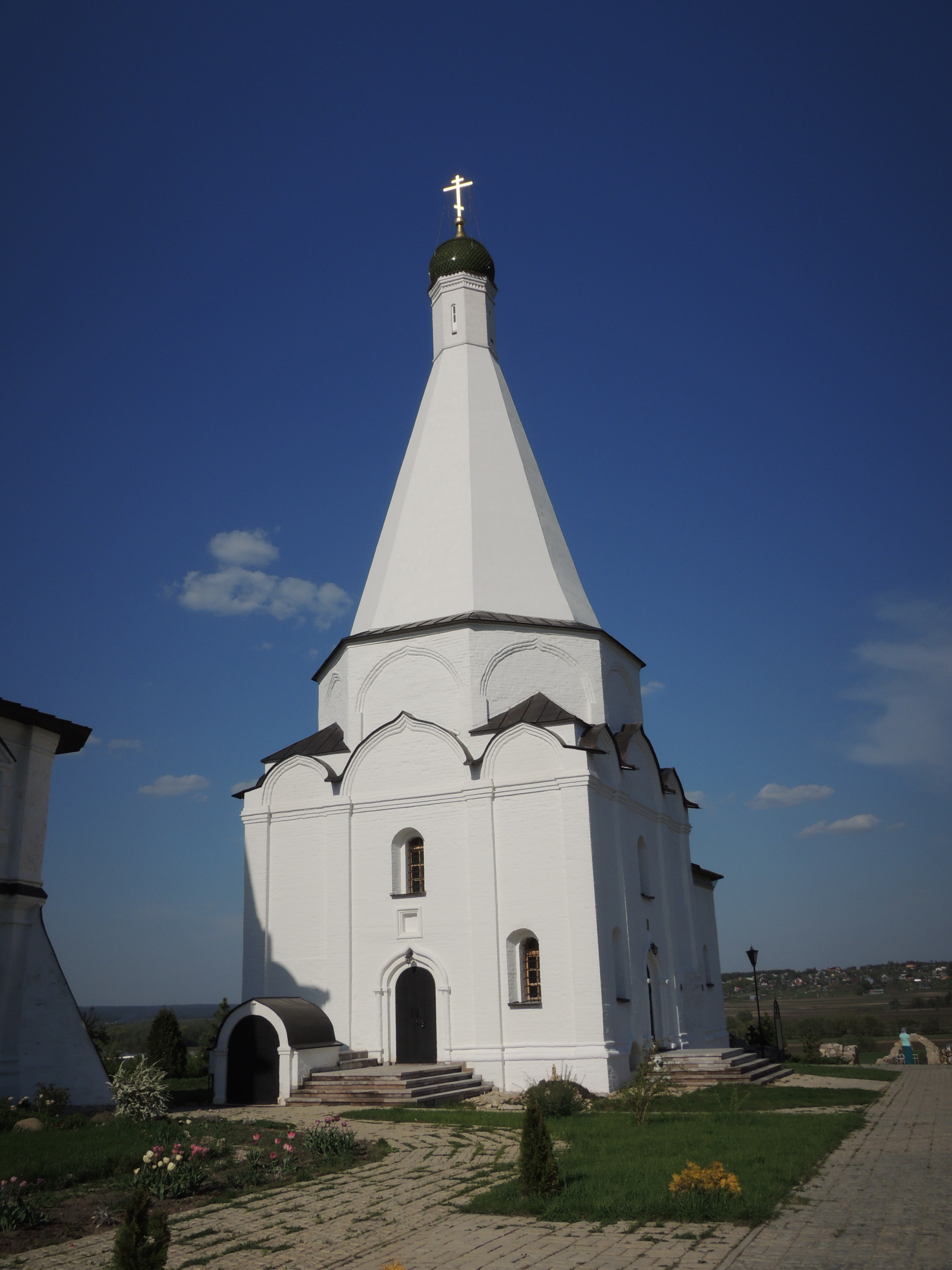
Преображенский храм

В монастыре имеются два храма. Первый, Преображенский, был возведён в середине XVI века. Он — один из редких древних примеров шатровой архитектуры: «каменный, однопрестольный, теплый. Основной несущий объём собора — кубовидный двусветный четверик, на котором через невысокий восьмерик поставлен восьмигранный шатер. С востока к четверику примыкает трехчастный алтарь».
Рядом стоит Введенская церковь, ещё более интересная по конфигурации — у неё целых два шатра, только маленьких. Ещё к нему примыкает монастырская трапезная палата. Спереди в XVIII веке была пристроена колокольня. Из описания: «храм с монастырской трапезной палатой и трехъярусной колокольней представляет собой единое, неправильной четырёхугольной формы двухэтажное здание. Небольшая, прямоугольная в плане, вытянутая в ширину двусветная часть храма занимает восточную его половину, завершают эту часть 2 небольших глухих шатра. Трапезная часть храма, как и монастырская трапезная в первом этаже — одностолпные. В отделке фасадов использованы лопатки, карнизы, декоративные кокошники».
Комплекс включал ещё одно каменное здание — келейное (по описи 1763 года). Все остальные постройки монастыря были деревянными и не сохранились. Сегодня обитель окружает каменная ограда.

## Возрождение
Хотя в советское время монастырь имел статус исторического наследия, здания находились в упадке. В начале XXI века полуразвалины были переданы Церкви. Началась реконструкция храмов. В 2007 году монастырь был возрождён как женский — в качестве отделения (скита) Калужского Казанского монастыря.
Состояние зданий было плохим. В шатре Преображенской церкви была пробоина, по сводам шли трещины. У Введенского храма не было кровли, из-за чего своды трапезной разрушились, а по стенам поползли разломы. В стене первого этажа в советские годы пробили проём для проезда автомобилей. Кроме того, оба храма почти на метр вросли в землю, из-за чего исказились их изящные пропорции. Несколько лет понадобилось на реставрацию.
Правительство Российской Федерации распоряжением № 89-р от 29 января 2007 года передало здания монастыря в ведение Калужской епархии Русской православной церкви.
С 2002 года в обители восстановлено почитание её основателя преподобного Никифора Медынского.
Как отдельный монастырь был открыт 13 октября 2022 года распоряжением Священного Синода Русской православной церкви.